# Bjala Slatina
Bjala Slatina (búlgaro: Бяла Слатина) é uma cidade da Bulgária, localizada no distrito de Vratsa. A sua população era de 12,433 habitantes segundo o censo de 2010.

## População
| Bjala Slatina | Bjala Slatina | Bjala Slatina | Bjala Slatina | Bjala Slatina | Bjala Slatina | Bjala Slatina | Bjala Slatina | Bjala Slatina | Bjala Slatina | Bjala Slatina | Bjala Slatina | Bjala Slatina | Bjala Slatina | Bjala Slatina | Bjala Slatina | Bjala Slatina | Bjala Slatina | Bjala Slatina | Bjala Slatina |
| --- | ------------- | ------------- | ------------- | ------------- | ------------- | ------------- | ------------- | ------------- | ------------- | ------------- | ------------- | ------------- | ------------- | ------------- | ------------- | ------------- | ------------- | ------------- | ------------- |
| Ano | 1887          | 1910          | 1934          | 1946          | 1956          | 1965          | 1975          | 1985          | 1992          | 2001          | 2002          | 2003          | 2004          | 2005          | 2006          | 2007          | 2008          | 2009          | 2010          |
| População |               |               |               | 9,324         | 13,442        | 14,951        | 15,745        | 16,068        | 15,995        | 13,864        | 13,832        | 13,785        | 13,561        | 13,365        | 13,165        | 12,965        | 12,695        | 12,567        | 12,433        |
| Fontes: Instituto Nacional de Estatísticas, „citypopulation.de“, „pop-stat.mashke.org“, Bulgarian Academy of Sciences |               |               |               |               |               |               |               |               |               |               |               |               |               |               |               |               |               |               |               |